# Worot-Ongoj
Worot-Ongoj (ros. Ворот-Онгой) – wieś (dieriewnia) w Rosji, w obwodzie irkuckim, w rejonie nukuckim. W 2010 liczyła 412 mieszkańców.